# Jon Schaffer
Jon Schaffer, egentligen Jon Ryan Schaffer, född den 15 mars 1968 i Franklin, Indiana. Grundare, låtskrivare och rytmgitarrist i Iced Earth. Han medverkar även i bandet Demons & Wizards tillsammans med Hansi Kürsch från Blind Guardian.
Vid 14 års ålder fick Schaffer sin första gitarr och började skriva musik. När han var 16 hoppade han av Northrop High School i Fort Wayne, Indiana och flyttade hemifrån, till Tampa, Florida, för att kunna starta ett band och spela musik. 1985 grundade Schaffer power/thrash metal bandet Purgatory, som snart bytte namn till Iced Earth. Detta på grund av att en vän till Schaffer som föreslagit namnet Iced Earth dött i en motorcykelolycka. Schaffer är nu bandets enda medlem från den första uppsättningen, och den främsta låtskrivaren. Han har lidit av nackskador, vissa av dessa har resulterat i kirurgiska ingrepp. 2005 fick Jon och hans fru Wendi sin första dotter.
Schaffers främsta gitarrval har sedan länge varit Gibson, och i september 2007 skrev han på ett officiellt avtal med dem.

## Influenser
Schaffers främsta musikaliska influenser var Kiss, Iron Maiden, Judas Priest, Alice Cooper och AC/DC.[källa behövs] Hans icke-musikaliska hobbies innefattar motorcyklar, och Schaffer har dessutom visat stort intresse för Amerikanska inbördeskriget, särskilt Slaget vid Gettysburg, som inspirerade den 32 minuter långa trilogin om "Gettysburg (1863)", från albumet The Glorious Burden.[källa behövs] Textmässigt har Schaffer inspirerats av fantasy, science fiction (The Dark Saga) och skräckhistorier (Horror Show).[källa behövs]
Schaffers favoritalbum är Iron Maidens The Number of the Beast, och Iced Earth gjorde covers på låtarna "The Number of the Beast" och "Hallowed Be Thy Name" till coveralbumet Tribute to the Gods.

## Schaffers andra göromål
Förutom musiken äger Jon Schaffer en butik vid namn Spirit of '76 Collectibles, som säljer historiska samlarsaker. Butiken finns i Columbus, Indiana. Schaffer har dessutom sagt att han startat en serie med karaktären Set Abominae i huvudrollen. Set Abominae finns på omslagen till några av Iced Earths album, såsom Something Wicked This Way Comes, Horror Show, Framing Armageddon och The Crucible of Man.'
Den 6 januari 2021, deltog Jon Schaffer i stormningen av kongressbyggnaden i Washington D.C.

## Diskografi

### Iced Earth
- Iced Earth (1991)
- Night of the Stormrider (1992)
- Burnt Offerings (1995)
- The Dark Saga (1996)
- Days of Purgatory (samlingsalbum) (1997)
- Something Wicked This Way Comes (1998)
- Alive in Athens (live) (1999)
- The Melancholy E.P. (EP) (2001)
- Horror Show (2001)
- Dark Genesis (CD-box) (2001)
- Tribute to the Gods (2002)
- The Glorious Burden (2003)
- Alive in Athens (DVD) (2006)
- Framing Armageddon - Something Wicked Part 1 (2007)
- The Crucible of Man - Something Wicked Part 2 (2008)
- Dystopia (2011)
- Plagues of Babylon (2014)
- Incorruptible (2017)

### Demons & Wizards
- Demons & Wizards (2000)
- Touched by the Crimson King (2005)

### Sons of Liberty
- Brush-Fires of the Mind (2010)
- Spirit of the Times (EP) (2011)